# Maksimilijan I. Bavarski
Maksimilijan I., bavarski vojvoda, volilni knez, * 17. april 1573, München, † 27. september 1651, Ingolstadt.
Maksimilijan I. je Bavarski vladal od leta 1597. Od očeta je prevzel močno zadolženo državo. S skrbnim in doslednim gospodarjenjem ter upravnimi in pravosodnimi reformami je hitro stabiliziral gospodarstvo. Pospeševal je obrt in trgovino in vplival na versko-politične reforme v duhu tridentinskega koncila. Omejil je pravice plemstva. Postal je vodilna osebnost protireformacije in rekatolizacije v cesarstvu. Ustanovil je katoliško ligo nemških knezov, katerih vojska se je v tridesetletni vojni borila na strani cesarja. Zasluge mu je cesar plačal z ozemljem Zgornjega Palatinata in z naslovom volilnega kneza. Maksimilijan je po vojni uspel še enkrat poravnati zunanje dolgove močno opustošene države. Velja za finančnega genija in ob cesarju Ludviku Bavarcu za najpomembnejšega bavarskega kneza.

## Mladost in družina
Maksimilijan I. je bil sin bavarskega vojvode Viljema V. in Renate Lotarinške. Od vsega začetka skrbno vzgajan, je v letih 1587–1591 obiskoval (skupaj z bratrancem, kasnejšim cesarjem Ferdinandom II.) jezuitsko usmerjeno univerzo v Ingolstadtu, kjer je študiral pravo, vojaške znanosti, italijanščino, francoščino, se vadil v nastopanju in že mlad pridobival politične izkušnje v mestnem svetu. Leta 1593 se je podal na potovanje: obiskal je cesarski dvor v Pragi, papeževo rezidenco v Rimu, razne italijanske dvore, v Nancyju pa je dvoril svoji kasnejši ženi Elizabeti. Hugenotske vojne so mu preprečile pot v Pariz.
Februarja 1595 se je poročil s princeso Elizabeto (1574–1635), hčerko vojvode Karla III. Lotarinškega; zakon je bil brez otrok. V drugem zakonu z nadvojvodino Marijo Ano Avstrijsko (1610–1665), hčerko njegove sestre Marije Ane in cesarja Ferdinanda II., sta se rodila dva otroka:
- Ferdinand Marija (1636–1679), njegov naslednik na položaju volinega kneza, in
- Maksimiljan Filip Hieronimus (1638–1705).

## Začetek vladanja na Bavarskem in upravne reforme
Njegov oče, ki je obupaval nad zadolženostjo države, je kmalu začel prepuščati posle razumnemu in delavnemu Maksimilijanu. Leta 1594 ga je postavil na mesto vodje tajnega sveta in leto kasneje imenoval za sovladarja. Leta 1597 se je oče odpovedal vladanju v korist sina.
Maksimilijan je takoj začel s temeljitimi reformami. Vzpostavil je hierarhijo nadzora nad uslužbenci in kontrolo nad pretokom denarja. Omejil je izdatke, uredil in poiskal nove vire dohodkov (koncesije za proizvodnjo svetlega piva, sol, carine, prometni davek); v duhu zgodnjega merkantilizma je pospeševal obrt in trgovino; poskrbel je za vzgojo učinkovitega uradništva. V nekaj letih mu je uspelo postaviti gospodarstvo dežele na trdno finančno osnovo.
Z obsežno zakonodajo je uredil vsa področja javnega in privatnega življenja; leta 1616 je izšel  Codex Maximilianeus, zbirka in revizija vsega bavarskega deželnega prava, ki je vpeljal pravno enotnost v Zgornjo in Spodnjo Bavarsko. Spremembe upravljanja so vodile v smeri absolutizma. Že njegovi predhodniki so omejevali soodločanje deželnih stanov, Maksimilijan pa deželnega zbora po zasedanjih v letih 1605 in 1612 sploh ni več skliceval. Nadomestil ga je odbor za privolitev davkov. Tudi v mestih so bile pravice stanov zmanjšane v korist države. V vojaške strukture je začel vpeljevati neko obliko ljudske deželne obrambe.

## Verska in cerkvena politika
Osnovno gibalo Maksimilijanovega delovanja je bila neomajna vera. Hitro si je pridobil zaupanje papeža in postal vodilna osebnost protireformacije in rekatolizacije v cesarstvu. V duhu tridentinskega koncila je pospeševal cerkveno prenovo tudi znotraj vojvodine. Osebno je podpiral čaščenje Marije in si prizadeval usmerjati ljudstvo v pobožen in discipliniran način življenja.
Maksimilijan je po posvetovanju z jezuiti ustanovil cerkveno policijo. Njegovi jezuitski spovedniki so opravljali tudi diplomatske misije. Vplival je na nastavljanje škofov na Bavarskem in zunaj nje in pri tem poskrbel tudi za  svoje sorodnike; svojega brata Ferdinanda Bavarskega mu je npr. uspelo postaviti za kölnskega nadškofa. Tudi umetnost, ki jo je podpiral, je bila namenjena pospeševanju verskega duha in večanju slave njegove knežje rodbine. V duhu pozne renesanse oz. zgodnjega baroka je preuredil in povečal svojo münchensko rezidenco. Vzpodbujal je zgodovinopisje; poskrbel je za proslavitev najslavnejšega prednika, cesarja Ludvika Bavarca. Bil je zbiralec Dürerjevih del.

## Zunanja politika

### Prvih dvajset let
Razmere v Svetem rimskem cesarstvu Maksimilijanu v prvih desetih letih vladanja niso dajale povoda za zunanjepolitično delovanje.  Leta 1607 pa ga je cesar Rudolfa II. prosil za  posredovanje (Reichsexekution) ob protestantsko-katoliških nemirih v  cesarskem mestu Donauwörth. Po zavzetju je mesto kljub nasprotovanju protestantskih stanov obdržal v svoji posesti, kot povračilo za stroške posega. Da bi v bodoče preprečili takšna dejanja, so se protestantski knezi leta 1608 združili v protestantsko unijo. V odgovor je Maksimilijan 1609 ustanovil katoliško ligo. Liga je postajala vse močnejše orodje bavarske politike, kar je pri Habsburžanih vzbujalo nezaupanje, tako da se je Maksimilijan leta 1616 čutil prisiljenega ligo razpustiti.

### Začetek tridesetletne vojne in uspeh katoličanov
Čeprav je bil Maksimilijan nezadovoljen s habsburško politiko, je ob smrti cesarja Matije leta 1619 ocenil, da njegova kandidatura za cesarja ne bi bila uspešna, in je podprl Ferdinanda II. Ni pa želel ponovno ustanoviti katoliške lige in cesarju pomagati proti upornim Čehom, dokler  ta v münchenski pogodbi iz 8. oktobra 1619 ni obljubil, da bo Maksimilijanu dal v fevd osvojena ozemlja in tudi knežji volilni glas Palatinata (ki so si ga münchenski Wittelsbachi že tako dolgo želeli). Maksimilijan je z vojsko lige  (30.000 mož) zavzel Zgornjo Avstrijo, katere protestantski knezi so se povezali z upornimi Čehi, in skupaj s cesarsko vojsko premagal upornike v bitki na Beli gori (8. november 1620); hitro je zavzel še Zgornji Palatinat in s pomočjo Špancev tudi Palatinat. Dragoceno heidelberško knjižnico je poklonil papežu Gregorju XV. v zahvalo za diplomatsko in finančno podporo. Na regensburškem knežjem zboru, 25. februarja 1623, je od cesarja prejel obljubljeno plačilo, volilni glas zaenkrat le osebno, za čas življenja.
V letih 1623–1629 so katoliške vojske: vojska lige (pod vodstvom grofa von Tillyja), vojska cesarja in vojska grofa von Wallensteina (obe pod vodstvom Wallensteina) zavzele skoraj vso severno Nemčijo. Leta 1628 so na zboru knezov v Mühlhausnu morali tudi protestantski knezi priznati Maksimilijanov (to pot dedni) volilni glas; cesar mu je za poravnavo stroškov vojne dal v dedno last Zgornji Palatinat in desnorenska ozemlja Palatinata. (Zgornjo Avstrijo je Maksimilijan po kmečkem uporu leta 1626 vrnil cesarju.) 22. maja 1629 je bil sklenjen mir v Lübecku.
Ob zmagoslavju katolicizma pa sta cesar in Maksimilijan začela delati napake. Maksimilijan je v pretežno protestantskem Zgornjem Palatinatu proglasil katolištvo za edino dovoljeno vero; rekatolizacijo je prepustil jezuitom, ki so si pomagali tudi z vojsko (proces rekatolizacije je bil končan leta 1675). Do konca vojne je Maksimilijan podobno postopal tudi v svojem delu Palatinata.
Cesar je marca 1629 izdal restitucijski edikt (protestanti naj bi vrnili vsa ozemlja, prisvojena po passavskem sporazumu leta 1552), ki je ogrozil obstoj protestantizma v Nemčiji. Maksimilijan je edikt izrecno pozdravi in poleg tega na zboru knezov v Regensburgu leta 1630 vplival na cesarja, da je ta odvzel Wallensteinu (ki se ni strinjal z restitucijskim ediktom) poveljstvo nad cesarsko vojsko, kar je pomenilo, da se je odrekel tudi vojski, ki jo je plačeval Wallenstein osebno.
Maksimilijan je proti Francozom skušal voditi prijazno politiko, ker si je želel, da bi ob koncu vojne priznali njegove pridobitve. Obljubil jim je, da ne bo sodeloval v bojih  (svojih zaveznikov) Špancev proti Francozom. Maja 1631 je v Fontainebleauu sklenil s Francozi mir, v katerem sta se partnerja zavezala medsebojni nevtralnosti. Maksimilijan je skušal pridobiti francoskega prvega ministra kardinala Richelieua na katoliško stran, ta pa ga je nagovarjal, naj izreče svojo nevtralnost tudi napram Švedski.

### Protestantska protiofenziva
Ogroženost protestantov v Nemčiji je vzpodbudila njihovega zaščitnika, švedskega kralja Gustava II. Adolfa, da je ob francoski denarni podpori (Francozi so financirali vojsko 30.000 vojakov pod pogojem, da bo napadala Habsburžane, ne pa tudi Bavarce) vdrl v Nemčijo. 17. septembra 1631 sta švedska in saška vojska pri Breitenfeldu (severno od Leipziga) premagali Tillyjevo armado in si odprli pot proti Bavarski. Odtlej se je moral Maksimilijan boriti za obstoj svoje države.
V naslednji bitki pri mestu Rain ob Lechu (15. april 1632) je bil Tilly smrtno ranjen. Švedi so 16. maja zavzeli München. Maksimilijan se je umaknil v Braunau ob Innu. Cesar je za vrhovnega poveljnika cesarskih čet ponovno imenoval Wallensteina. Ta je zaustavil švedsko napredovanje, ni pa veliko pomagal Maksimilijanu pri švedskih napadih na Bavarsko. Maksimilijan se je ponovno zavzemal za njegovo odstavitev; ni pa imel ničesar pri Wallensteinovem umoru leta 1634.
.
Potem ko je Gustav Adolf 16. novembra 1632 padel v bitki pri Lütznu in po zmagi združenih katoliških vojska pri Nördlingenu je prišlo v maju 1635 do mirovnih pogajanj v Pragi. Maksimilijan je pogajanja pozdravil, ni pa se jih udeležil, ker ni hotel biti odgovoren za versko-politične koncesije. Cesar je moral umakniti restitucijski edikt, Maksimilijan pa razpustiti katoliško ligo. Saška je prešla v cesarjev tabor.

### Neposredna vključitev Francozov v vojno
Da bi vzpodbudil Švede k nadaljevanju vojne, je kardinal Richelieu obnovil pogodbo o financiranju švedskih čet in Habsburžanom napovedal vojno. Kljub temu da si je novi cesar Ferdinand III. (od 1637) prizadeval za mir, se je vojna spet razplamtela. Selila se je po evropskih bojiščih in spet prišla na bavarsko ozemlje potem, ko so Švedi v medsebojnem obračunu opravili z Danci in prodrli v južno Češko, kjer so 6 marca 1645 pri  Jankauu hudo porazili slabše opremljeno cesarsko-bavarsko vojsko. Ta je že avgusta utrpela ponoven poraz; tokrat so jo premagali Francozi.v (drugi) bitki pri Nördlingenu. Maksimilijan si je prizadeval za mir. Marca 1647 je v Ulmu sklenil s Francozi premirje, a se je že v maju 1648 spet boril ob strani cesarja. Na pogajanjih v Münstru je v oktobru 1648 uspel mednarodno uveljaviti bavarski volilni glas in posest Zgornjega Palatinata.

## Maksimilijanova osebnost. Zadnja leta
Maksimilijan je bil edini nemški knez, ki je preživel vse strahote tridesetletne vojne. Najgloblje gibalo njegovega delovanja je bila neomajna vera. Pri vsem trudu za ureditev države ga ni nikdar zapustil občutek minljivosti vseh zemeljskih stvari. Zato se je vse življenje vzgajal k skromnosti in ponižnosti pred Bogom. Imel je stvaren, prodoren razum, združen z neuklonljivo voljo. Redko je nek vladar toliko delal kot on. Znal je sicer zbrati ob sebi sposobne, zanesljive svetovalce, vendar je vedno odločal sam, potem ko je spise prebral in jih popravil.
Petinsedemdesetleten se je po vojni lotil obnove dežele. Da bi pridobil finančna sredstva, je vojsko kar se da zmanjšal in do konca življenja poravnal bavarski zunanji dolg. Proti koncu se je veliko posvečal religiji. Pokopan je v münchenski Mihaelovi cerkvi.